# Обои (в программном обеспечении)

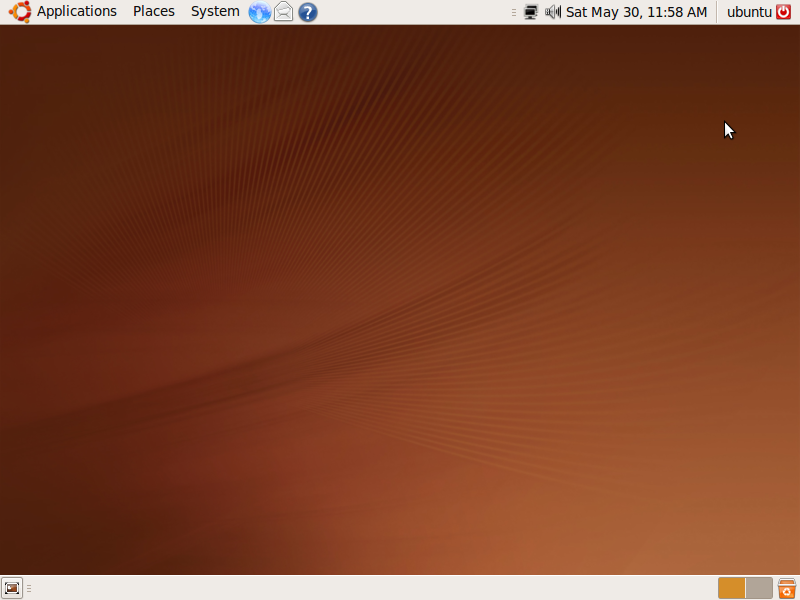
Пример обоев в операционной системе Ubuntu Linux

Фон рабочего стола (англ. desktop background), обои (англ. desktop wallpaper) — в компьютерной технике, изображение для оформления рабочего стола в графическом интерфейсе пользователя, в частности в среде рабочего стола.
Термины «обои» и «картинка рабочего стола» относится к изображению, используемому в качестве фона экрана компьютера, обычно рабочего стола пользовательского графического интерфейса. Термин «обои» используется операционной системой Microsoft Windows, в то время как в системе Mac OS они называются «картинкой рабочего стола» (до появления системы Mac OS X использовался термин «узор рабочего стола», который являлся маленьким орнаментом, повторяющимся по всей площади пространства рабочего стола).

## Форматы
Изображения, используемые в качестве обоев рабочего стола, обычно являются растровыми, их размер равен разрешению экрана (например, 1024×768, 1280×1024, 1920×1080 пикселей), что позволяет заполнить все экранное пространство. Большинство экранных разрешений пропорционально, таким образом, изображения масштабируются, заполняя экранное пространство с любым разрешением, без искажения, хотя такое масштабирование влияет на качество. Некоторые системы, такие как Mac OS (версии 8.6 и выше), KDE (версии 3.4 и выше) и GNOME поддерживают использование обоев в векторном формате (PICT в Mac, SVG в KDE и GNOME). Это является преимуществом, так как один файл может быть использован для экранов различного размера, а также растянут на несколько экранов без потери качества.
Иногда встречаются обои с удвоенным размером по горизонтали (например, 2560×1024) для отображения на многоэкранных компьютерах, где изображение заполняет рабочие столы двух мониторов.

## История
Впервые отличительный фон под наложенным окном появился в экспериментальной офисной системе Officetalk, разработанной исследовательским центром Xerox PARC в 1975 году для компьютера Alto. До этого белый фон под наложенным окном (например, в системе Smalltalk) было сложно отличить от содержания окна. Цвет шаблона, используемого в Officetalk, был 25%-ным серым и состоял из точек высотой 2 пикселя, что позволяло избежать мерцания строчного монитора компьютера Alto. Тот же шаблон был заимствован для компьютера Xerox Star.
Компания Apple использовала подобный серый фон для компьютеров Lisa и Macintosh. Однако эти компьютеры были оснащены не строчными мониторами, поэтому было возможно использовать менее заметный шаблон для фона, который представлял собой плитку размером 2x2 пикселя, залитую 50-процентным серым цветом. Появление цветных мониторов для персональных компьютеров вызвало появление бесшаблонных одноцветных фонов, а затем и произвольных обоев.

## Виды
Существование множества видов обоев для рабочего стола позволяет каждому человеку найти то, что отвечает его предпочтениям. Это могут быть фотографии, картины, рисунки, 3D-графика или абстракция.
Среди основных можно назвать следующие категории: природа, животные, автомобили, аниме, фильмы, видеоигры, спорт, интерьер, еда, оружие, цветы, техника, знаменитости, эротика.
Удобнее, когда обои имеют чистые участки, которые позволят легко различать иконки.
Популярность обоев для рабочего стола вызвала появление специальных программ, которые упрощают и автоматизируют смену изображения на экране монитора. При этом картинка может выбираться в порядке очереди или случайным образом, а также через указанный промежуток времени.